# Khentiibergen
Khentiibergen (mongoliska: Хэнтийн нуруу) är en bergskedja i norra Mongoliet och i angränsande områden av Ryssland.
Den centrala delen av bergstrakten sträcker sig från sydväst till nordost och där når flera toppar 2500 meter över havet eller högre. Asralt-Khaikan är med 2800 meter den högsta toppen. På dessa toppar förekommer en bergstundra med lav och mossa. I lägre regioner ansluter öppna skogar med sibirisk cembratall och arter av lärkträdssläktet. Ännu lägre förekommer även arter av ädelgranssläktet, björkar och olika buskar. Skogarnas undervegetation bildas av lingon, blåbär och mossa. Guldmossa (Rhytidium rugosum) dominerar vid den centrala bergskedjans östra och södra sluttningar. I dalgångarna hittas ofta rododendron.
I bergstraktens östra del är topparna sällan högre än 1800 meter. Här hittas en mosaik av skogar och öppna landskap med flera örter. Floderna från denna del är källfloder till Amur och flyttar till Stilla havet.
I väst når topparna ibland upp till 2000 meter över havet. Landskapet är en bergsstäpp med örter, buskar och glest fördelade små tallar.
I de centrala delarna av Khentiibergen finns berget Burkhan Khaldun som tros vara platsen för Djingis khans födelse och grav, och som med sitt omgivande landskap är listat av Unesco som världsarv.